# Haemulon flavolineatum

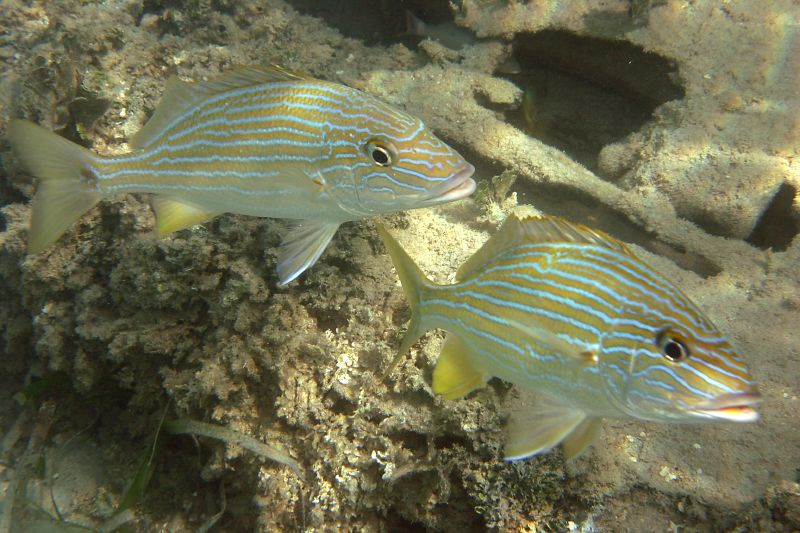
Exemplars fotografiats a les Illes Verges Americanes

Haemulon flavolineatum és una espècie de peix de la família dels hemúlids i de l'ordre dels perciformes que es troba des de Bermuda, Carolina del Sud (Estats Units) i el nord del Golf de Mèxic fins al Brasil, incloent-hi Centreamèrica i les Índies Occidentals.
Els mascles poden assolir els 30 cm de longitud total.